# Chiquinho Conde
Chiquinho Conde, właśc. Francisco Queriol Conde Júnior (ur. 22 listopada 1965 w Beirze) – mozambicki piłkarz grający na pozycji napastnika.

## Kariera klubowa
Karierę piłkarską Chiquinho Conde rozpoczął w klubie CD Maxaquene. W 1986 roku zadebiutował w jego barwach w pierwszej lidze mozambickiej. W 1986 roku wywalczył z nim mistrzostwo Mozambiku. Wraz z Maxquene zdobył dwa Puchary Mozambiku w latach 1986 i 1987.
W 1987 roku Chiquinho Conde przeszedł do portugalskiej CF Os Belenenses. 30 sierpnia 1987 zadebiutował w pierwszej lidze portugalskiej w wygranym 2:0 domowym meczu ze Sportingiem Covilhã. W sezonie 1988/1989 zdobył z Belenenses Puchar Portugalii. W Belenenses grał do końca sezonu 1990/1991.
W 1991 roku Chiquinho Conde został zawodnikiem klubu SC Braga. Swój debiut w nim zanotował 22 września 1991 w zwycięskim 2:1 domowym spotkaniu z SCU Toreense. W Bradze grał przez sezon.
Latem 1992 roku Chiquinho Conde podpisał kontrakt z Vitórią Setúbal. W 1993 roku awansował z nią do pierwszej ligi. W 1994 roku przeszedł do Sportingu CP, w którym zadebiutował 20 sierpnia 1994 w wyjazdowym meczu z SC Farense (2:0). W 1995 roku zdobył ze Sportingiem Superpuchar Portugalii. Na początku 1996 roku odszedł ze Sportingu do Belenenses, a jesienią 1996 grał w Vitórii Setúbal.
W 1997 roku Chiquinho Conde wyjechał do Stanów Zjednoczonych. Najpierw grał tam w zespole New England Revolution, a następnie w Tampa Bay Mutiny.
W 1998 roku Chiquinho Conde wrócił do Portugalii, do Vitórii Setúbal. W 2000 roku został zawodnikiem FC Alverca. Swój debiut w niej zanotował 11 września 2000 w meczu z Vitórią Guimarães (1:3). W sezonie 2001/2002 grał w Portimonense SC. W sezonie 2002/2003 był zawodnikiem US Créteil-Lusitanos oraz Imortal DC. Z kolei w sezonie 2003/2004 występował w CD Montijo, w którym zakończył karierę.
| Sezon   | Klub                   | Kraj              | Rozgrywki         | Mecze | Bramki |
| ------- | ---------------------- | ----------------- | ----------------- | ----- | ------ |
| 1986    | CD Maxaquene           | Mozambik          | Moçambola         | ?     | ?      |
| 1987    | CD Maxaquene           | Mozambik          | Moçambola         | ?     | ?      |
| 1987/88 | CF Os Belenenses       | Portugalia        | Primeira Liga     | 20    | 8      |
| 1988/89 | CF Os Belenenses       | Portugalia        | Primeira Liga     | 30    | 6      |
| 1989/90 | CF Os Belenenses       | Portugalia        | Primeira Liga     | 33    | 11     |
| 1990/91 | CF Os Belenenses       | Portugalia        | Primeira Liga     | 31    | 4      |
| 1991/92 | SC Braga               | Portugalia        | Primeira Liga     | 22    | 3      |
| 1992/93 | Vitória Setúbal        | Portugalia        | Segunda Liga      | 28    | 12     |
| 1993/94 | Vitória Setúbal        | Portugalia        | Primeira Liga     | 31    | 15     |
| 1994/95 | Sporting CP            | Portugalia        | Primeira Liga     | 24    | 3      |
| 1995/96 | Sporting CP            | Portugalia        | Primeira Liga     | 4     | 0      |
| 1995/96 | CF Os Belenenses       | Portugalia        | Primeira Liga     | 4     | 0      |
| 1996/97 | Vitória Setúbal        | Portugalia        | Primeira Liga     | 20    | 7      |
| 1997    | New England Revolution | Stany Zjednoczone | MLS               | 17    | 6      |
| 1997    | Tampa Bay Mutiny       | Stany Zjednoczone | MLS               | 8     | 0      |
| 1997/98 | Vitória Setúbal        | Portugalia        | Primeira Liga     | 17    | 6      |
| 1998/99 | Vitória Setúbal        | Portugalia        | Primeira Liga     | 28    | 14     |
| 1999/00 | Vitória Setúbal        | Portugalia        | Primeira Liga     | 30    | 7      |
| 2000/01 | FC Alverca             | Portugalia        | Primeira Liga     | 16    | 1      |
| 2001/02 | Portimonense SC        | Portugalia        | Segunda Liga      | 33    | 2      |
| 2002/03 | US Créteil-Lusitanos   | Francja           | Ligue 2           | ?     | ?      |
| 2002/03 | Imortal DC             | Portugalia        | Segunda Divisăo B | ?     | ?      |
| 2003/04 | CD Montijo             | Portugalia        | Terceira Divisăo  | ?     | ?      |

## Kariera reprezentacyjna
W reprezentacji Mozambiku Chiqunho Conde zadebiutował w 1985 roku. W 1986 roku był w kadrze Mozambiku na Puchar Narodów Afryki 1986. W 1996 roku został powołany do kadry na Puchar Narodów Afryki 1996. Rozegrał na nim trzy mecze: z Tunezją (1:1), z Wybrzeżem Kości Słoniowej (0:1) i z Ghaną (0:2).
W 1998 roku Chiquinho Conde był w kadrze Mozambiku na Puchar Narodów Afryki 1998. Rozegrał na nim dwa mecze: z Egiptem (0:2) i z Marokiem (0:3). W kadrze narodowej grał do 2001 roku. Rozegrał w nim 98 meczów.